# Нові пригоди Стіча
«Нові пригоди Стіча» (англ. Stitch! The Movie) — американський науково-фантастичний комедійний анімаційний фільм 2003 року, створений компанією Walt Disney Television Animation і Rough Draft Korea та випущений 26 серпня 2003 року. Продюсерами мультфільму виступили Тоні Крейг, Джесс Вінфілд і Роберт Ганнавей; Ганнавей також був співавтором сценарію та режисером разом з Вінфілдом та Крейгом відповідно.
Це другий фільм із франшизи «Ліло і Стіч» і третій за хронологією, дія якого відбувається після першого фільму 2002 року та після подій мультфільму 2005 року «Ліло і Стіч 2: Велика проблема Стіча». Мультфільм також виступає в якості пілотного епізоду для серіалу Ліло і Стіч, який дебютував наступного місяця. Сюжет знайомить з 625 експериментами Джамби Джукіби (зроблених до Стіча), які він створив за фінансової підтримки доктора Жака фон Хом'яксвілля.

## Сюжет
Стіч все ще не освоївся на Землі і спричиняє чергову катастрофу. Ліло намагається підбадьорити його, кажучи, що він єдиний у своєму роді, порівнюючи його з монстром Франкенштейна, від чого він почувається лише гірше. Тим часом Ґанту бере на роботу колишній партнер Джамби; мініатюрна тваринка, схожа на помісь хом'яка, піщанки та кролика, на ім'я доктор Жак фон Хом'яксвіль, щоб Ґанту знайшов для нього інші 625 експерименти.
Ґанту вирушає на Землю, вдирається в будинок Ліло і Стіча, ловить Стіча, знаходить і забирає з собою капсулу з номером 625 і викрадає Джамбу для допиту. Стіч і Ліло беруть космічний корабель Джамби і переслідують Ґанту у відкритому космосі, але зазнають поразки в бою та повертаються на Землю.
Повернувшись у свій будинок, Ліло, Стіч і Пліклі знаходять контейнер, який ховав Джамба. Пліклі розуміє, що це інші 625 експериментів, у зневоднених капсулах, і попереджає нікому про них не розповідати та не мочити експерименти водою, усвідомлюючи, наскільки вони небезпечні. Умисно ігноруючи попередження Пліклі, Стіч і Ліло дістають контейнер і активують Експеримент 221, який відразу втікає. Джамба перебуває в полоні на кораблі доктора Хом'яксвіля. Не в змозі залякати Джамбу, Хом'яксвіль активує Експеримент 625 щоб катувати його. Хоча 625 володіє всіма здібностями, що і Стіч, проте він неймовірно ледачий і жахливий боягуз, а його улюблене заняття — приготування сандвічів. Тим часом Пліклі вдається зателефонувати на корабель Хом'яксвіля. Хом'яксвіль каже Пліклі, що він хоче отримати інші 624 експерименти в обмін на Джамбу. Коли Пліклі повідомляє іншим членам сім'ї про викуп, Нані дзвонить Кобрі Бублику, а Ліло та Стіч вирушають шукати 221. Коли Кобра приходить наступного ранку, він вже знає що сталося. Тим часом Стічу та Ліло нарешті вдається зловити Експеримент 221 та подружитися з ним.
Настає час зустрічі, Пліклі та Кобра приходять з контейнером, не знаючи, що в ньому лише 623 експерименти. Пліклі передає контейнер Хом'яксвілю, який помічає, що одного з них немає. З'являється Ліло з Експериментом 221. Вона каже, що назвала його «Спаркі» і він є родичем Стіча, а отже, і її Оханою (сім'єю). Розлючений Хом'яксвіль наказує їй повернути експеримент, інакше Джамба помре. Після кількох митей розгубленості, коли Кобра, Пліклі, Джамба та Хом'яксіль намагаються їх переконувати, Ліло та Стіч відпускають Спаркі та звільняють Джамбу. За сигналом Кобри космічний корабель Ради Галактичної Федерації виринає з океану неподалік і націлює кілька гармат на Хом'яксвіля, щоб його знищити. Ліло протестує, кажучи, що у Хом'яксвіля інші експерименти. Спаркі це чує це і використовує свої електричні здібності, щоб вимкнути електрику на кораблі Ради. Хом'ясквіль і Ґанту повертаються на борт свого корабля з експериментами. В останній спробі зупинити Хом'яскіля, Ліло, Стіч і Спаркі ховаються на кораблі, коли він залишав Землю.
Усередині корабля боротьба за контейнер між Ліло, Стічем і Ґанту призводить до того, що капсули розлітаються по Гаваях. Схопивши Ліло і Стіча, Хом'яксвіль розповідає про свої плани клонувати Стіча тисячу разів і наказує Ґанту робити з Ліло те, що він хоче. Ґанту поміщає Ліло в телепортаційну капсулу, щоб відправити її до міжгалактичного зоопарку. Стіч намагається уникнути розрізання лазером (вівісекції) перед процесом клонування. Спаркі доводить, що він перевиховався і шляхом короткого замикання виводить з ладу машину для клонування. Потім він звільняє Стіча і прив'язує Хом'яксвіля до пристрою, після цього разом з Стічем вони рятують Ліло.
Ліло, Стіч і Спаркі виводять з ладу корабель Ґанту, внаслідок чого він падає біля водоспаду на Кауаї, а корабель Хом'яксвіля приземляють назад у точці зустрічі. Спаркі знаходить новий дім на маяку, який не працював роками, тому що його електроживлення було надто дорогим. Потім вони переконують Раду дозволити їм реабілітувати інші 623 експерименти. Голова Ради заарештовує Хом'яксвіля, а Джамба шепоче Пліклі, що він планує зробити Експеримент 627. У цей момент активуються експерименти 202, 529, 455, 489 і 390, починаючи події мультсеріалу.

## Сприйняття
На сайті-агрегаторі реценцій Rotten Tomatoes, 20 % з п'яти оглядів критиків є позитивними, з середньою оцінкою 4.8/10.
Петрана Радулович з сайту Polygon у 2019 році склала список сиквелів, приквелів і мідквелів анімаційних фільмів Disney, поставивши «Нові пригоди Стіча» на десяту сходинку із двадцяти шести позицій, це найнижче місце серед інших сиквелів «Ліло і Стіч» у списку. Радулович написала, що їй сподобалось, що Стіч знаходить своїх родичів, але розкритикувала фільм за те, що він не такий смішний, як оригінальний «Ліло і Стіч». За її словами, «частина [приземленої] чарівності Ліло і Стіча […] втрачена у погоні за новим прибульцем [Спаркі] та представленні кроликоподібного лиходія [Хом'яксвіля], який просто хоче світового панування».
У подібному списку 2020 року Ліза Верштедт з Insider поставила «Нові пригоди Стіча» на сімнадцяте місце із двадцяти п'яти, що також стало найнижчою позицією серед сиквелів «Ліло і Стіч» у її списку. На думку Верштедт, ідея не заслуговувала повнометражного втілення, а фінал був надто «відкритим», щоб «Нові пригоди Стіча» можна було вважати повноцінним окремим мультфільмом, на відміну від решти сиквелів франшизи. Тим не менше, вона зауважила, що «все у світі Ліло і Стіча має непереборний шарм, який підіймає його на багато сходинок вище, враховуючи, якої якості сюжету та анімації вдалося б досягти без купи милих маленьких монстрів».